# Kirkevoll/Brekkeåsen
Kirkevoll/Brekkeåsen este o localitate din comuna Re, provincia Vestfold, Norvegia, cu o suprafață de 0,6 km² și o populație de 975 locuitori (2013).